# يانغي روزغور
يانغي روزغور هي بلدة في مقاطعة أوزون في ولاية صرخنداريا في أوزبكستان.